# (5688) Kleewyck
(5688) Kleewyck (1991 AD2) – planetoida z pasa głównego asteroid okrążająca Słońce w ciągu 4,24 lat w średniej odległości 2,62 j.a. Odkryta 12 stycznia 1991 roku.